# Sokrates Scholastikos
Sokrates Scholastikos (grekiska: Σωκράτης ὁ Σχολαστικός), född omkring 380 i Konstantinopel, död okänt, var en grekisk kyrkohistoriker.
Sokrates Scholastikos var till yrket advokat, men hans namn har gått till eftervärlden för att han författade en kyrkohistoria, Historia Ecclesiastica,  i 7 böcker, som utgör en fortsättning av Eusebios av Caesareas verk och behandlar tiden 306-439. Han var samtida med Sozomenos och Theodoret.
Historia Ecclesiastica översattes på 500-talet från grekiska till latin av Epiphanios Scholastikos, och har under modern tid utgivits av bland andra Migne.